# Lupo ibrido

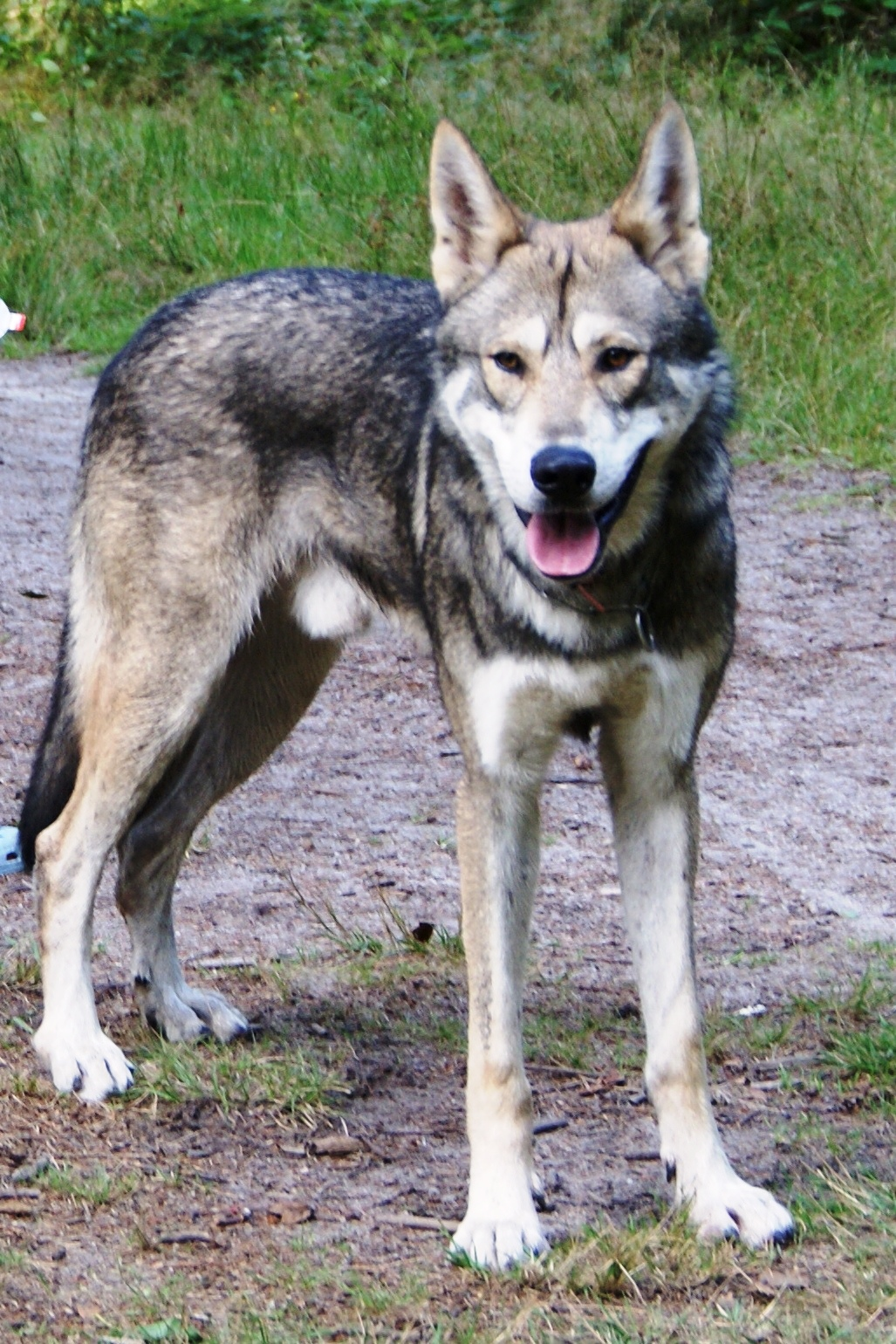
Esemplare di cane lupo di Saarloos

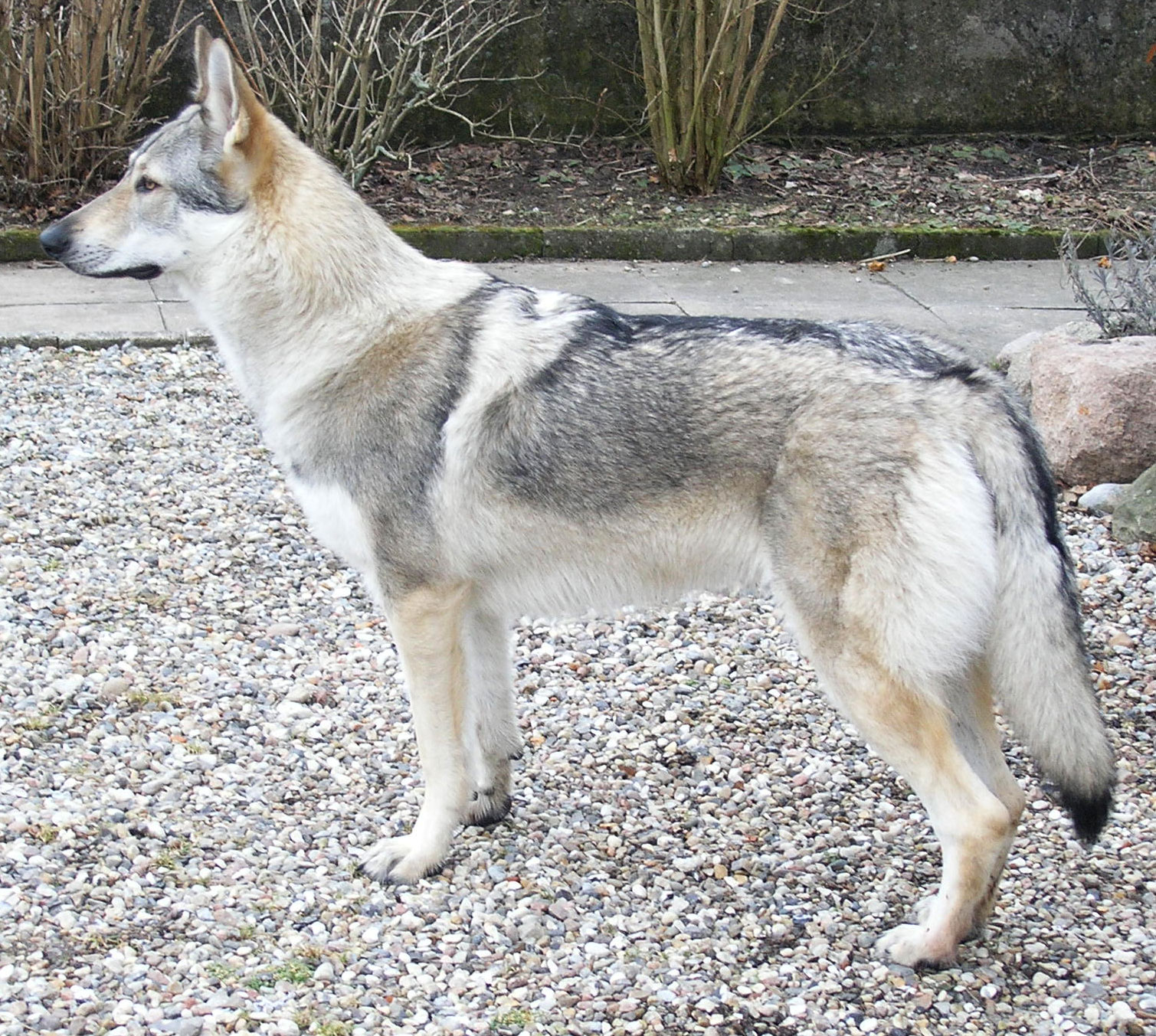
Esemplare di cane lupo Cecoslovacco

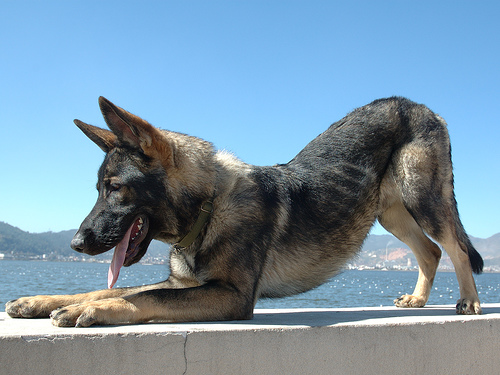
Esemplare di cane lupo di Kunming

Un lupo ibrido è un canide ibrido risultato dell'incrocio tra un Canis lupus familiaris, un "cane", ed altre sottospecie di Canis lupus. Nel gergo della cinofilia viene anche definito cane lupo (lingua inglese wolfdog), definizione che vale anche per qualsiasi cane, ivi comprese razze canine "canoniche" (es. pastore tedesco), nel cui corredo genetico, sino alla quinta generazione, figuri l'incrocio con il lupo selvatico. Nella lingua italiana parlata, l'espressione cane lupo indica il comune cane da pastore tedesco.
L'ibridazione può avvenire in natura tra lupi e cani o in cattività per scopi commerciali amatoriali , nei casi di ibridi manipolati dall'uomo la prima generazione è quasi sempre ottenuta dall'incrocio tra un lupo selvatico ed un cane di tipo "lupoide" quale il pastore tedesco, il siberian husky o l'alaskan malamute.
In accordo ad un sondaggio del dipartimento dell'agricoltura, gli USA risultavano essere, con circa 300mila esemplari di lupo ibrido censiti nel 1998, detentori del primato mondiale quanto a cani lupo sul territorio.

## Storia

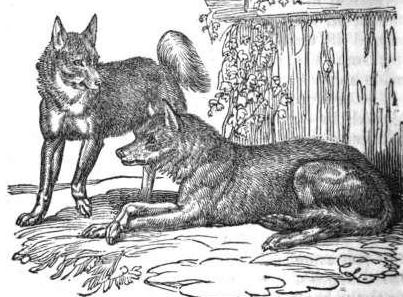
Lupi ibridi, ill. in Ogilby, W. (1829), The Menageries : Quadrupeds Described and Drawn from Living Subjects

La prima menzione di un cane-lupo in Gran Bretagna data al 1766. L'animale sarebbe stato ottenuto incrociando un maschio di lupo con una femmina di spitz. Le fonti dell'epoca identificano la fattrice come appartenente alla razza "Pomerania". È però discusso se si trattasse effettivamente di un esemplare di Pomerania quale oggi lo conosciamo. Esemplari di lupo-ibrido, dato il loro fascino "esotico", ebbero poi larga diffusione negli zoo e nei salotti dell'alta classe sociale britannica nel corso del XIX secolo.
In Germania, a cavallo tra XIX e XX secolo, nel generale contesto della selezione dell'attuale pastore tedesco, si verificarono diversi casi, veri o presunti, di ibridismo tra cane e lupo.

Nel 1881, allo zoo di Stoccarda, sarebbe stato selezionato un ibrido tra il cane da pastore ed il lupo mitteleuropeo da identificarsi nel bisnonno della fattrice "Morés Plienigen", madre dell'esemplare "Hector von Schwaben x Horand von Grafrath", vera e propria pietra miliare nella selezione genetica del pastore tedesco.
Anche l'esemplare "Philax von Eulau", il bianco cane da pastore preso a modello ideale dagli studenti della "Società Canina Philax" (1891-1895), altro non sarebbe stato che un meticcio derivato da un accoppiamento di lupo con un cane da pastore. Philax venne impiegato in spettacoli itineranti (tipo circense) e, in un'occasione, il cinofilo Richard Strebel sostenne di averlo visto rischiare l'aggressione da parte di alcuni borzoi, cani utilizzati in Russia per la caccia al lupo che identificarono Philax come la loro preda.
Negli Stati Uniti d'America il lupo ibrido divenne un animale da compagnia alla moda a seguito del successo riscosso dal film Balla coi lupi del 1990.

## Morfologia
La morfologia del lupo ibrido può variare da quella di un lupo a quella del cane genitore. Si tratta comunque, di solito, di un animale grande e vigoroso grazie all'eterosi. Quando assomiglia ad un lupo si può distinguerlo da quest'ultimo perché ha i padiglioni auricolari più larghi, mascelle più forti e possiede lo sperone nelle zampe posteriori come i cani. Il lupo ibrido ha un olfatto più fine di un cane ed è un animale molto intelligente oltre che molto forte e agile.

## Comportamento
Il comportamento di un lupo ibrido può variare dalla vita nel branco di lupi dove di solito resta di rango inferiore ma più spesso preferisce la vita solitaria accompagnandosi occasionalmente coi compagni di cucciolata suoi simili. Essendo un predatore solitario di solito viene scacciato dagli altri lupi e si rifugia in ambienti antropizzati dove potrebbe attaccare piccoli animali da cortile.
Rispetto al lupo, un lupo ibrido è meno timoroso nei confronti dell'uomo, seppur tale distinzione valga solo nel confronto con le sottospecie di lupo diffuse nei paesi ad alta antropizzazione. Sono rarissimi i casi di aggressione all'uomo, di fronte al quale preferisce sempre la fuga.

## Razze canine "ufficiali" inquadrabili come lupo ibrido
Esistono sette tipologie di lupo ibrido riconosciute da vari enti come razze canine ufficiali. Di queste, quattro sono state ottenute incrociando il lupo selvatico con il pastore tedesco. La più antica tipologia di lupo ibrido riconosciuto come razza canina è il Wolamute, anche noto come Malawolf, un ibrido ottenuto incrociando il Canis lupus occidentalis con l'Alaskan malamute.
L'ibridismo tra cane e lupo è comunque oggetto costante di studio e sperimentazione. In tempi recenti, in Germania, si è tentato l'incrocio tra il lupo ed il barbone.
- Cane lupo cecoslovacco
- Cane lupo di Saarloos
- Cane lupo di Kunming

### Fonti
- Hunter, J. (1787), Observations tending to show that the Wolf, Jackal, and Dog, are all of the same species, IN Philosophical Transactions of the Royal Society, n. LXIV.

### Studi
- Cusdin P.A. [e] Greenwood A.G. (2000), The keeping of wolf-hybrids in Great Britain, Royal Society for the Prevention of Cruelty to Animals.
- Gloyd, Joe S. (1992), Wolf hybrids - a biological time bomb?, in Journal of the American Veterinary Medical Association, v. 201(3), pp. 381–382.
- Lawrence, R.D. (1986), In Praise of Wolves, New York, Henry Holt and Company.
- Lockwood, Randall (1992), Wolf Hybrids: Some Facts About a Growing Problem, in Shelter Sense, v. 15(4), pp. 9–13.
- Wilde, Nicole (2005), Living with Wolfdogs: An Everyday Guide to a Lifetime Companionship, Phantom Publishing.
- Wilde, Nicole (2000), Wolfdogs A-Z: Behavior, Training and More, Phantom Publishing.